# Wysoka Piła
Wysoka Piła – dawna wąskotorowa ładownia kolejowa w Wysokiej Wielkiej, w gminie Wysoka, w powiecie pilskim, w woj. wielkopolskim, w Polsce. Została oddana do użytku w dniu 21 lutego 1895 roku razem z linią kolejową z Czajcza do Wysokiej Wąskotorowej.